# Индийско-маршалловские отношения
Индийско-маршалловские отношения — двусторонние дипломатические отношения между Индией и Маршалловыми Островами. Посольства двух стран в Токио одновременно аккредитованы друг у друга. Маршалловы Острова имеют почётное консульство в Нью-Дели.

## История

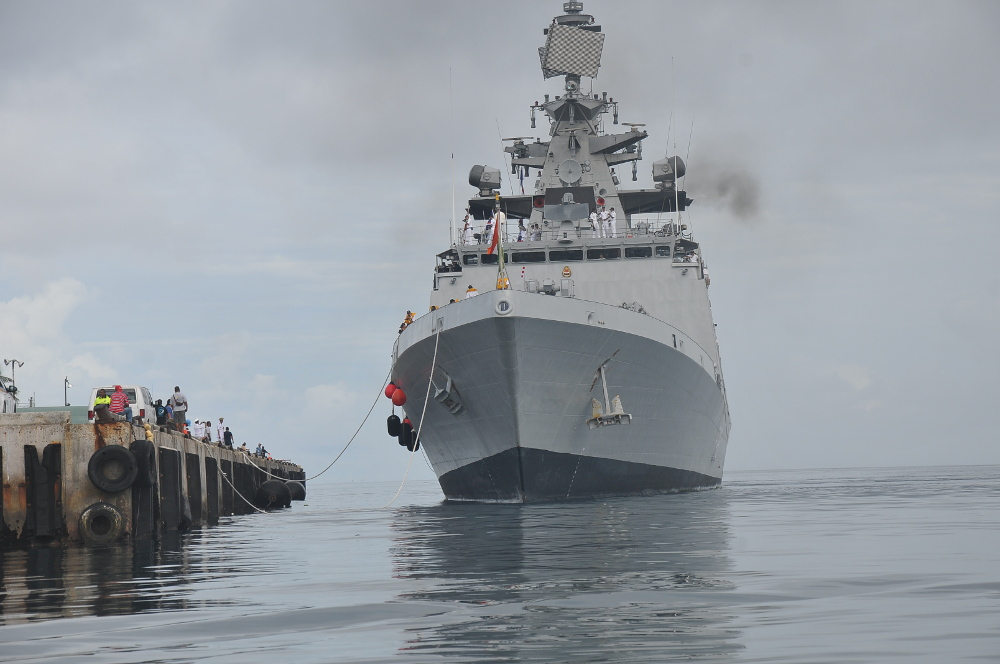
INS Satpura прибывает в Маджуро (август 2016)

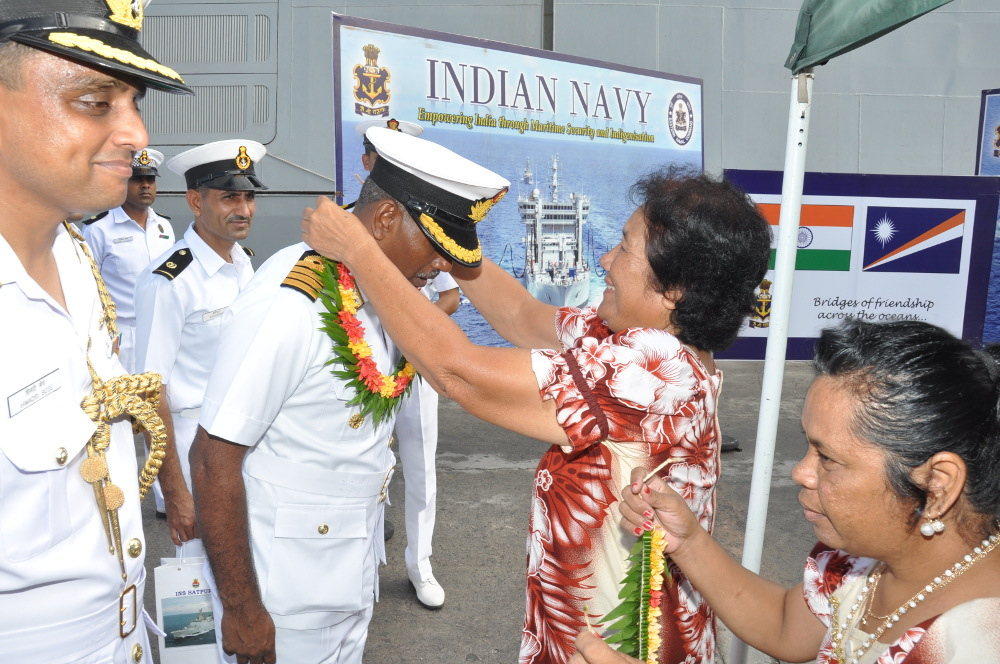
Персонал ВМС Индии из INS Satpura посещает Маджуро (август 2016)

Дипломатические отношения между Индией и Маршалловыми Островами были установлены в апреле 1995 года. Индия была одной из первых стран, установивших дипломатические отношения с Маршалловыми Островами.
Страна является членом Форума тихоокеанских островов, официальным партнёром по диалогу которого является Индия. Двусторонние отношения получили импульс после инициирования Форума сотрудничества Индии и тихоокеанских островов (FIPIC) правительством премьер-министра Нарендры Моди в 2014 году. Делегация Маршалловых Островов, в состав которой входил министр иностранных дел Тони де Брам, приняла участие в первом саммите Индийского форума тихоокеанских островных стран (FIPIC), организованном в Суве, Фиджи, 19 ноября 2014 года премьер-министром Моди.
Маршалловы Острова проголосовали за кандидатуру Индии на непостоянное место в Совете Безопасности ООН на 2011—2012 годы, а также поддержали резолюцию Группы четырёх о реформировании Совета Безопасности ООН.

## Двусторонние визиты
В конце 1990-х годов спикер парламента Маршалловых Островов Кесаи Геса Ноте и парламентская делегация посетили Индию.
В сентябре 2013 года посол Индии на Маршалловых Островах (проживает в Маниле) Амит Дасгупта возглавил делегацию для участия в Форуме диалоговых встреч. Дасгупта также провёл переговоры с министром иностранных дел Маршалловых Островов и спикером парламента.
В октябре 2013 года министр внутренних дел Маршалловых Островов Уилбур Хайне посетил Нью-Дели в октябре 2013 года для участия в мероприятии «Сотрудничество Юг-Юг в области прав ребёнка в Азиатско-Тихоокеанском регионе», организованном министерством по делам женщин и детей Индии. Министр общественных работ Хироши Ямамура и Управление по обработке тоболярной копры генерального директора RMI Джеми Модэ посетили Коччи в феврале 2015 года для участия в 51-й сессии / министерском совещании Азиатско-Тихоокеанского сообщества кокосовых орехов.
Президент Маршалловых Островов Кристофер Лоак возглавил делегацию Маршалловых Островов для участия во 2-м саммите FIPIC, состоявшемся в Джайпуре 21 августа 2015 года.  На саммите он рассказал о предстоящей конференции ООН по изменению климата и высоко оценил роль Индии в борьбе с изменением климата. Лоак сказал: «Нет страны в Париже более важной для успеха, чем Индия. С её быстро развивающейся экономикой, технологической изобретательностью и большим аппетитом к чистой энергии, крупнейшая в мире демократия хорошо подготовлена к сильному и заметному лидерству в борьбе с изменением климата. К счастью, таких борцов за чистую энергию, как премьер-министр Моди, немного». Он также провёл двусторонние переговоры с премьер-министром Моди в кулуарах саммита. Лоак стал первым главой Маршалловых Островов, посетившим Индию. Спикер Кесаи Ноте, посетивший Индию более 10 лет назад, впоследствии после визита стал первым простолюдином (а не традиционным вождём), избранным на пост президента.

## Военные отношения
13—15 августа 2016 года фрегат INS Satpura посетил Маджуро после участия в RIMPAC-16 и стал первым кораблём ВМС Индии, посетившим страну. Экипаж корабля встретился с полицией Маршалловых Островов, высокопоставленными правительственными и военными властями, а также провёл спортивные и культурные мероприятия.

## Дело о ядерном оружии
24 апреля 2014 года Маршалловы Острова подали иски против Индии и 8 других стран, которые заявили или предположительно обладают ядерным оружием в Международном суде ООН, утверждая, что страны не выполнили «свои обязательства перед уважением к скорейшему прекращению гонки ядерных вооружений и ядерному разоружению». Правительство Маршалловых Островов заявило, что эти страны нарушили Договор о нераспространении ядерного оружия. Однако Индия не подписала ДНЯО. Маршалловы Острова стремились убедить страны возобновить переговоры по уничтожению их запасов ядерного оружия. 6 из 9 стран не ответили на иск, и дела против них не были продолжены.
Только Индия, Пакистан и Великобритания признали полномочия Международного суда и ответили на иск, заявив, что иски против них должны быть отклонены, поскольку Международный суд не обладает юрисдикцией в отношении этого вопроса. Коллегия из 16 судей Международного суда, слушавшая дело, приняла доводы Индии и вынесла вердикт девятью голосами «за» и семью «против». Дело против Индии было прекращено 5 октября 2016 года. Председательствующий судья Ронни Абрахам постановил: «Суд поддерживает возражение против юрисдикции, выдвинутое Индией. Следовательно, суд не может перейти к рассмотрению дела по существу».
Это был первый случай, связанный с Индией в Международном суде, с тех пор, как в 1999 году Пакистан подал иск о том, что один из его военно-морских самолётов был сбит индийскими военно-воздушными силами. Как и в случае с Маршалловыми Островами, Индия успешно доказала, что дело Пакистана должно быть отклонено, поскольку Международный суд не обладает юрисдикцией в отношении этого вопроса. Это также был первый случай, касающийся ядерного оружия, рассмотренный Международным судом с момента вынесения консультативного заключения по этому вопросу в 1996 году.

## Торговля
Двусторонняя торговля между Индией и Маршалловыми Островами сдерживается большим расстоянием между двумя странами и небольшими размерами экономики Маршалловых Островов. Товарооборот между двумя странами в 2015—2016 годах составил 102,32 млн $, резко увеличившись с 130 000 $  в предыдущем финансовом году. Индия экспортировала на Маршалловы острова товаров на сумму 101,91 млн $ и импортировала на 410 000 $. Основным товаром, торгуемым между Индией и Маршалловыми островами, является минеральное масло и связанные с ним продукты. Фармацевтические препараты и лекарства также являются основными экспортными товарами Индии в страну.
На 2-м саммите FIPIC премьер-министр Моди объявил, что торговый офис FIPIC будет открыт в помещении Федерации торгово-промышленных палат Индии. Торговый офис, получивший название FIPIC Business Accelerator, был официально открыт 7 сентября 2015 года. Конфедерация индийской промышленности (CII) также создала специальный отдел в своей штаб-квартире в Нью-Дели, который занимается расширением торговли с островными странами Тихого океана.
Обе страны подписали соглашение об обмене налоговой информацией (TIEA) 18 марта 2016 года в Маджуро. Соглашение вступило в силу с 21 мая 2019 года.

## Культурные отношения
По состоянию на декабрь 2016 года на Маршалловых островах проживает около 8 семей индийского происхождения. Сообщество в основном занимается производством одежды, автомобилей и солнечной энергии. Один индиец работает врачом в больнице Маджуро.
Некоторые граждане Маршалловых Островов обучаются в различных учреждениях Индии, таких как Национальный институт солнечной энергии в Гургаоне, APTECH, недалеко от Дели, и Центр передового опыта в области телекоммуникационных технологий и менеджмента в Мумбаи.

## Иностранная помощь
В 2005 году Индия предоставила Маршалловым Островам 242 500 $ на закупку солнечных панелей и радиостанций для Медицинского центра Внешних островов и 100 000 $ в июне 2008 года на установку уличных фонарей на солнечных батареях в Маджуро. По просьбе правительства Маршалловых Островов в 2013 году Индия подарила два минивэна, компьютеры и коммуникационное оборудование на сумму 163 000 $, а также подарила библиотеке Колледжа Маршалловых Островов комплект книг по современной индийской литературе. Это была первая коллекция книг по Индии в библиотеке колледжа. Позднее в том же году, после объявления президентом Маршалловых Островов чрезвычайного положения, Индия пожертвовала 100 000 $ на помощь пострадавшим от засухи, поразившей острова. В сентябре 2015 года Индия передала в дар парламенту Маршалловых островов комплект книг о функционировании индийского парламента.
На встрече партнёров по диалогу после форума в 2006 году Индия объявила, что будет предоставлять субсидию в размере 100 000 $ США ежегодно каждой из 14 тихоокеанских островных стран, включая Маршалловы Острова. С 2009 года сумма была увеличена до 125 000 $. На первом саммите FIPIC 19 ноября 2014 года премьер-министр Моди объявил о многочисленных шагах, которые Индия предпримет для улучшения отношений со странами тихоокеанских островов, включая Маршалловы Острова, таких как ослабление визовой политики, увеличение субсидий для островных стран Тихого океана до 200 000 $, а также ряд мер по увеличению двусторонней торговли и помощи в развитии тихоокеанских островных стран.
Субсидия в размере 100 570 $ была предоставлена в январе 2015 года для финансирования первой Национальной экспортной стратегии Маршалловых островов. В 2015—2016 годах Индия предоставила специальный грант в размере 150 000 $, чтобы помочь Маршалловым Островам провести ежегодный саммит лидеров тихоокеанских островов в Маджуро. 18 марта 2016 года Индия предоставила грант в размере 200 000 $ на «Проект кораллового сообщества Атолла и спокойствия», а также ещё один грант в размере 100 000 долларов на оказание помощи при стихийных бедствиях и восстановление.
Граждане Маршалловых Островов имеют право на стипендии в рамках Индийской программы технического и экономического сотрудничества и Индийского совета по культурным связям.